# جدعون ناي
جدعون ناي (بالإنجليزية: Gideon Nye)‏ هو شخصية أعمال ودبلوماسي أمريكي، ولد في 1812، وتوفي في 25 يناير 1888.